# Makrinitsa
Makrinitsa (Grieks: Μακρινίτσα), bijgenaamd "balkon van Pilion", is een dorp in het departement Magnesia, Thessalië. Sinds de hervorming van de lokale overheid in 2011 maakt het deel uit van de gemeente Volos.

## Naam
De naam wordt voor het eerst gebruikt in het begin van de 13e eeuw in verband met het Makrinitissa-klooster. "Makrinitissa" is een meer wetenschappelijke vorm van "Makrinitsa", wat in die tijd de informele naam moet zijn geweest. Het is van Slavische oorsprong, oorspronkelijk Mokrinitsa, een verkleinwoord van Mokrina, "natte plek", verwijzend naar de waterrijke omgeving van het dorp. De naam werd vergriekst door de wijziging van de eerste klinker in "a" van het Griekse woord makrys, "lang".

## Plaats
Het is gelegen in het noordwestelijke deel van het Piliongebergte, 6 km ten noordoosten van Volos.

## Inwoners
| Jaar | Inwoners |
| ---- | -------- |
| 1981 | 546      |
| 1991 | 651      |
| 2001 | 898      |
| 2011 | 694      |

## Galerij

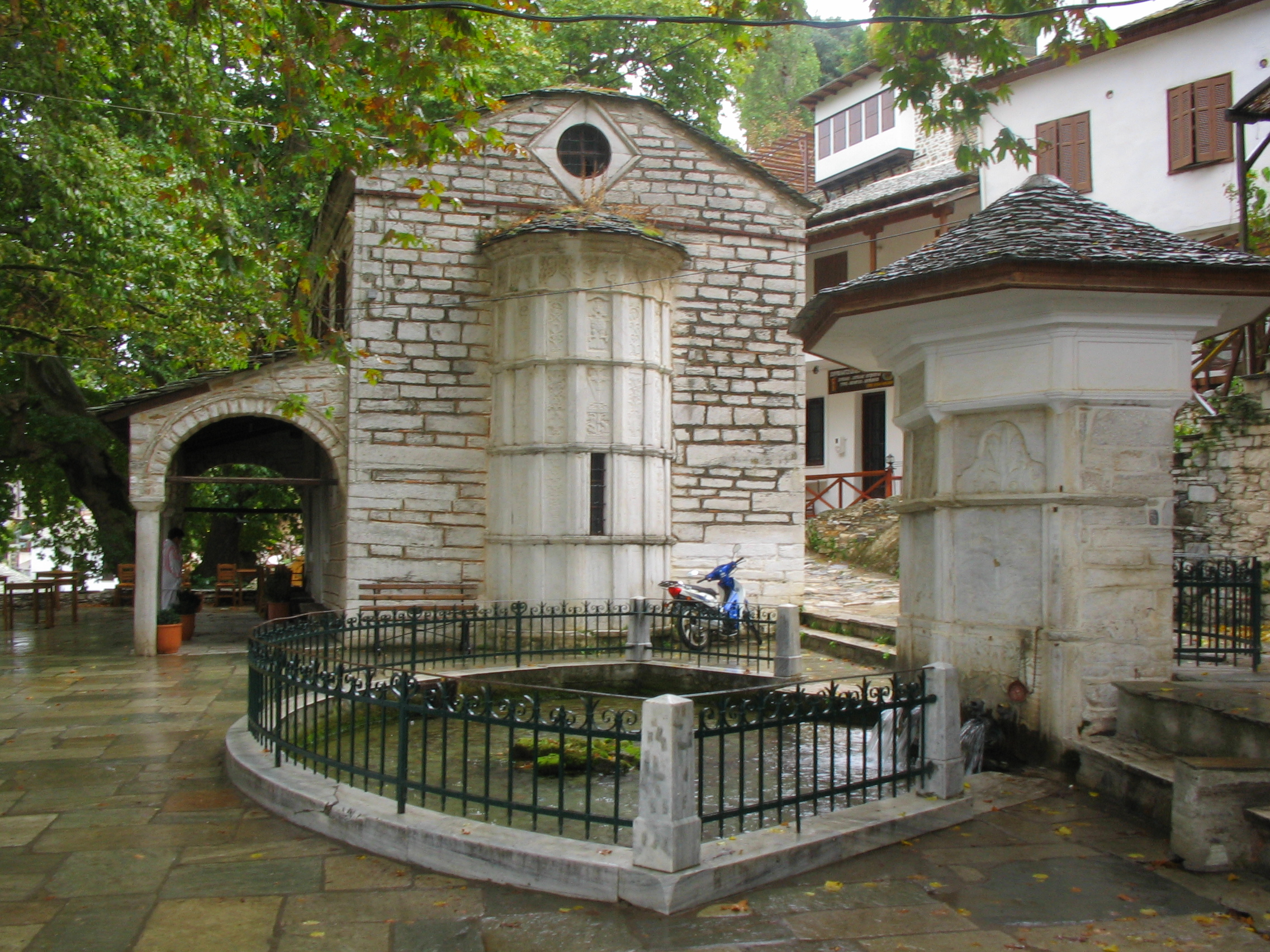
Een fontein
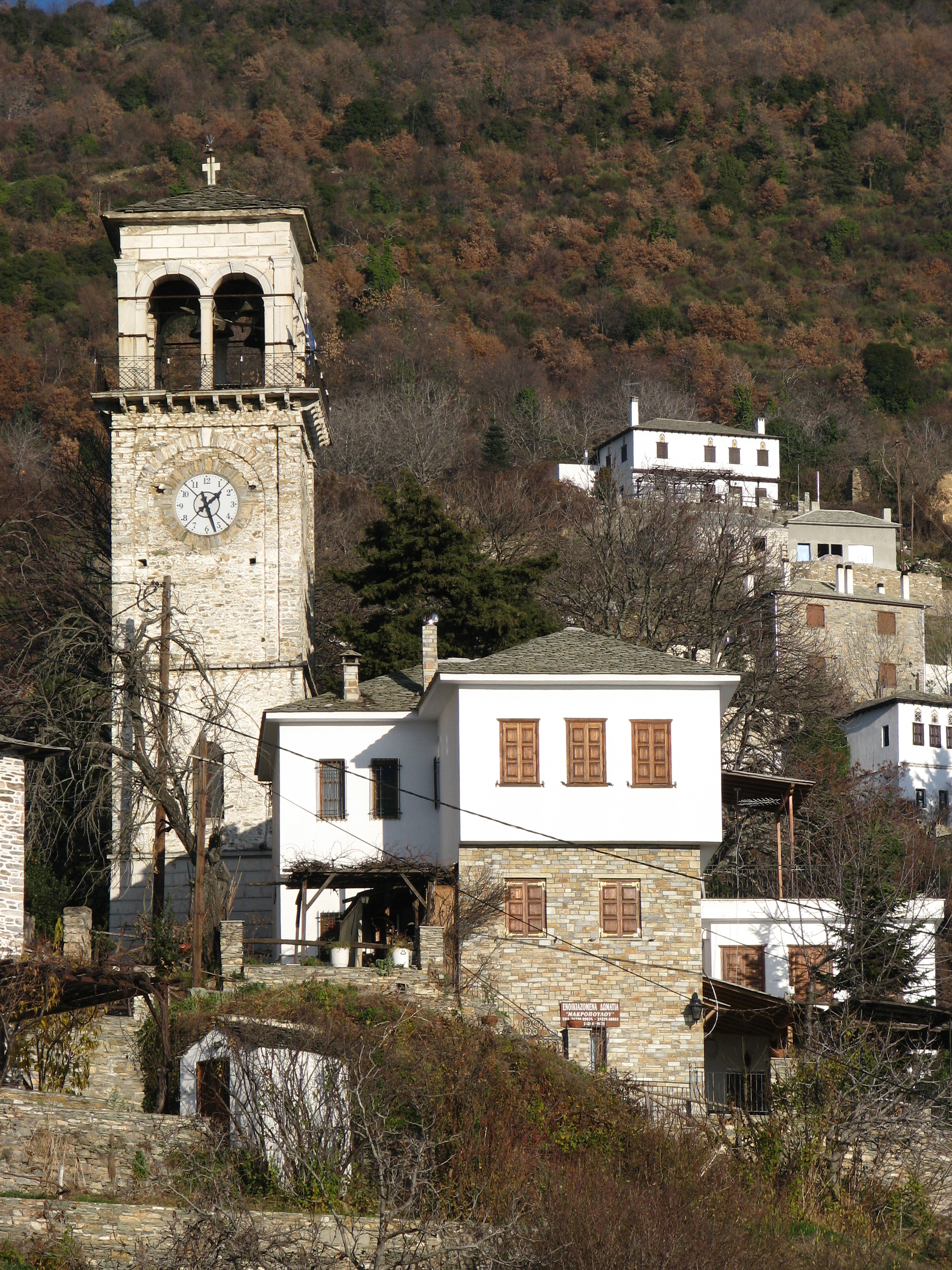
De kerk
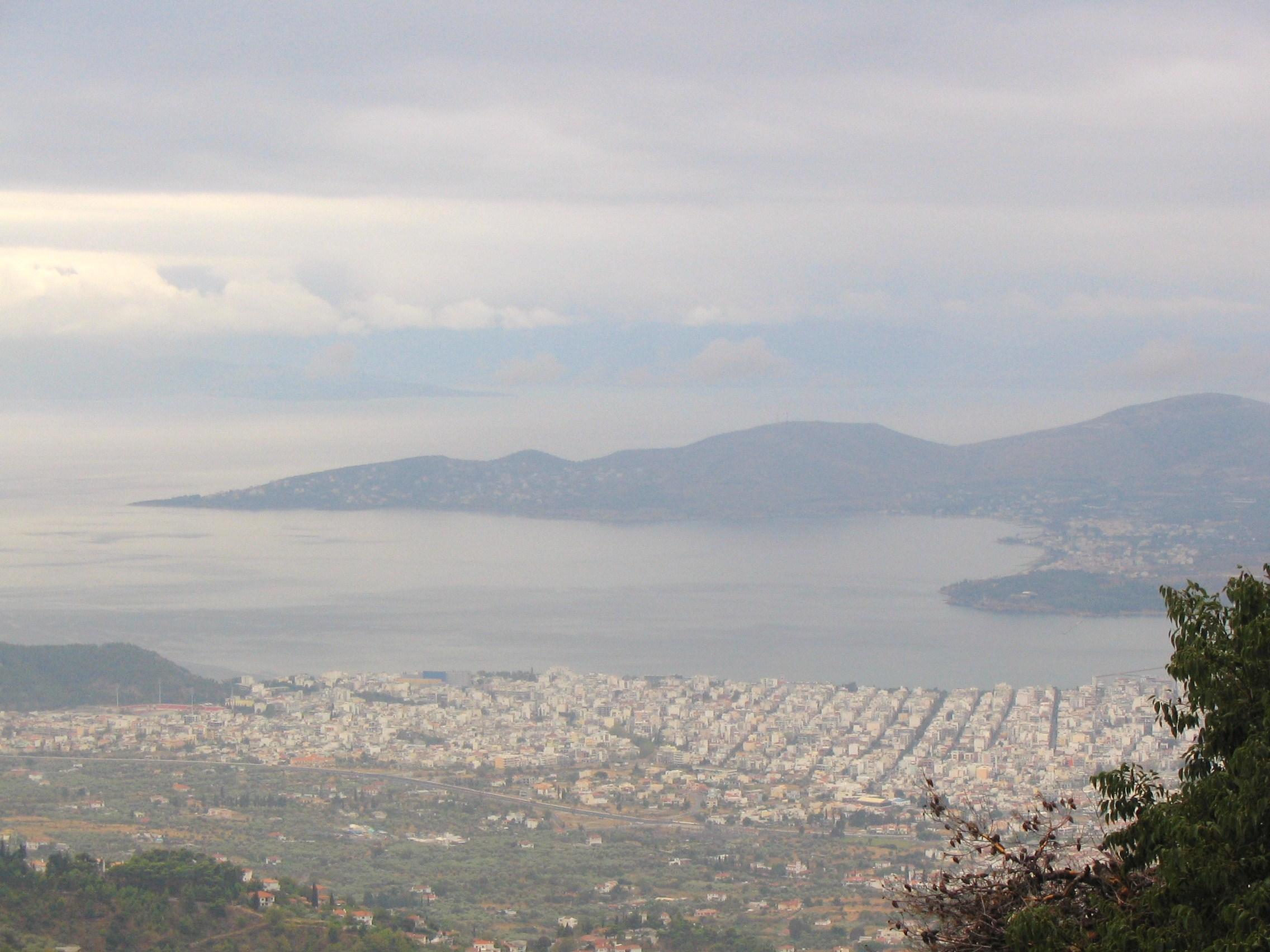
Volos gezien vanuit Makrinitsa.
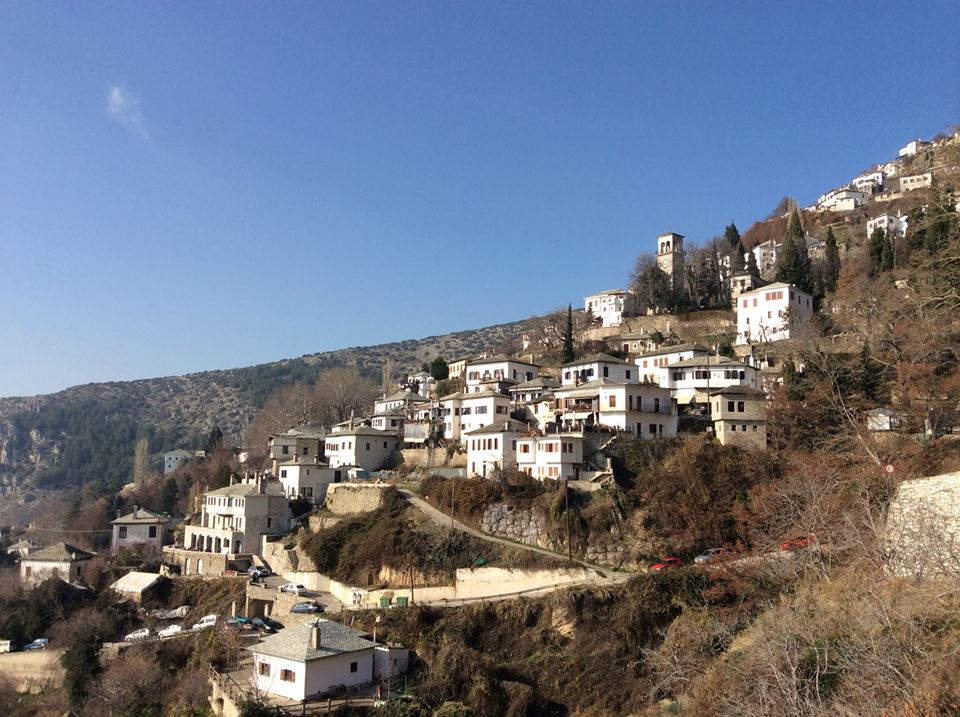
Makrinitsa gezien vanaf Portaria.
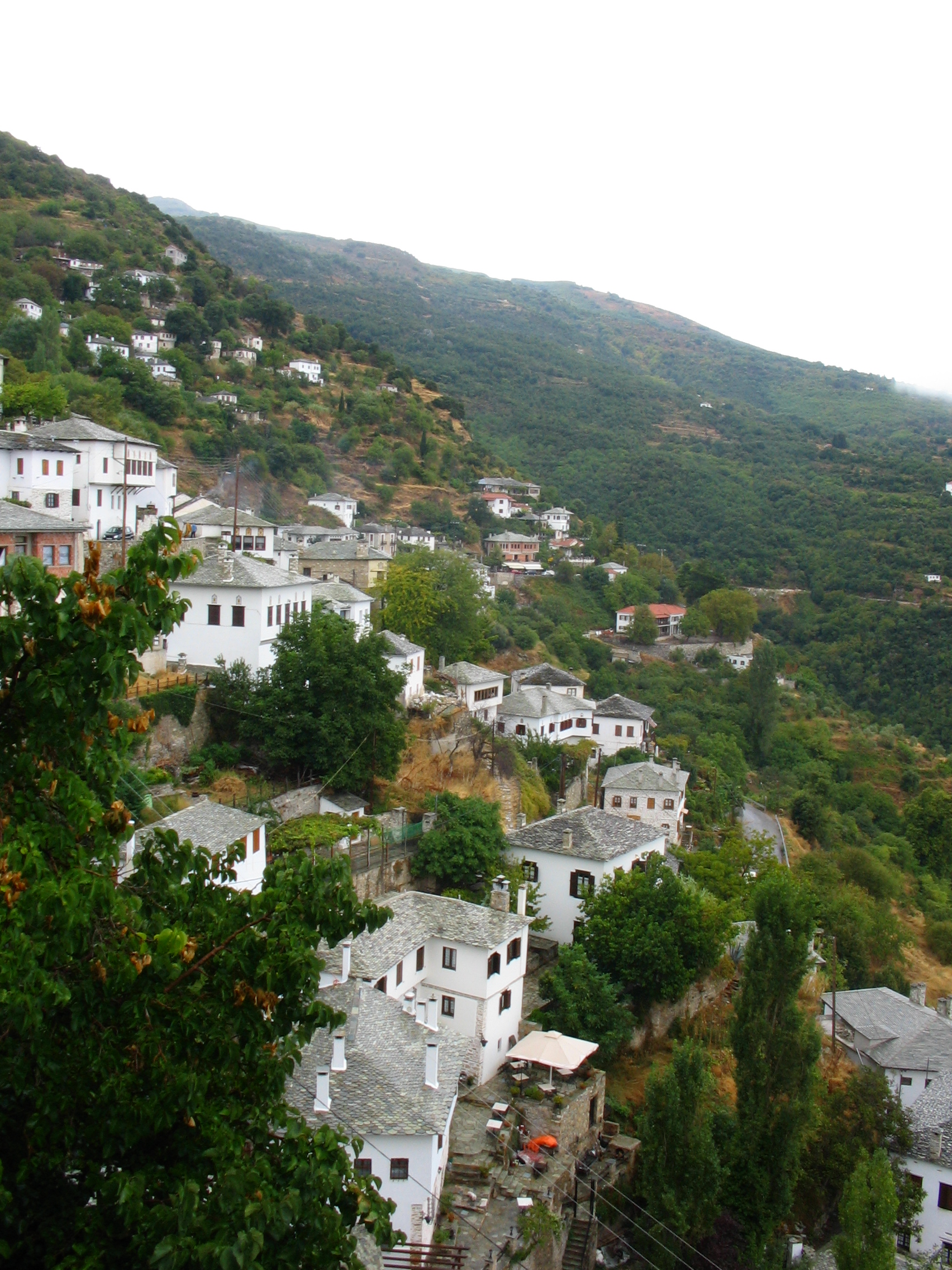
Makrinitsa
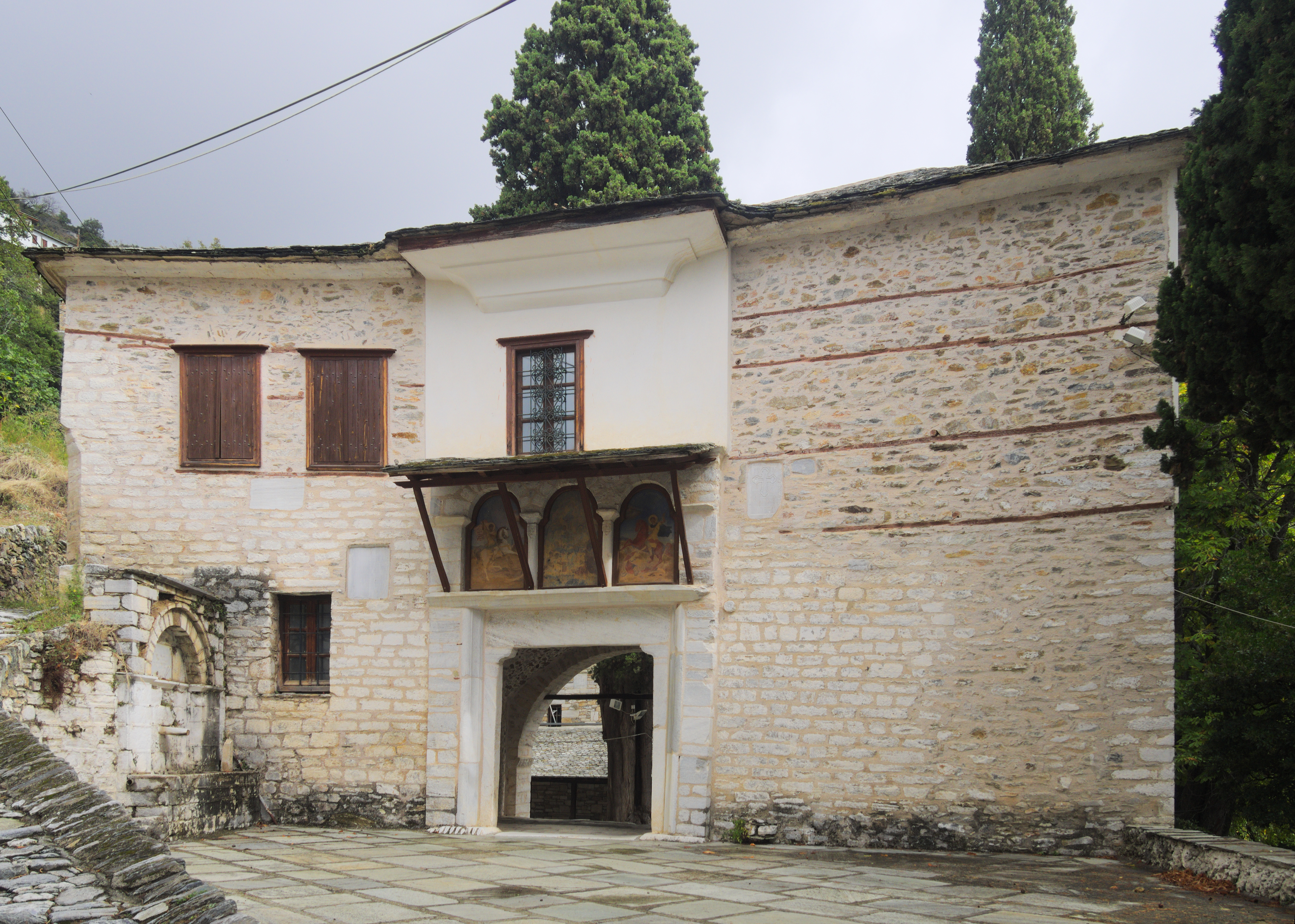
Een historisch huis
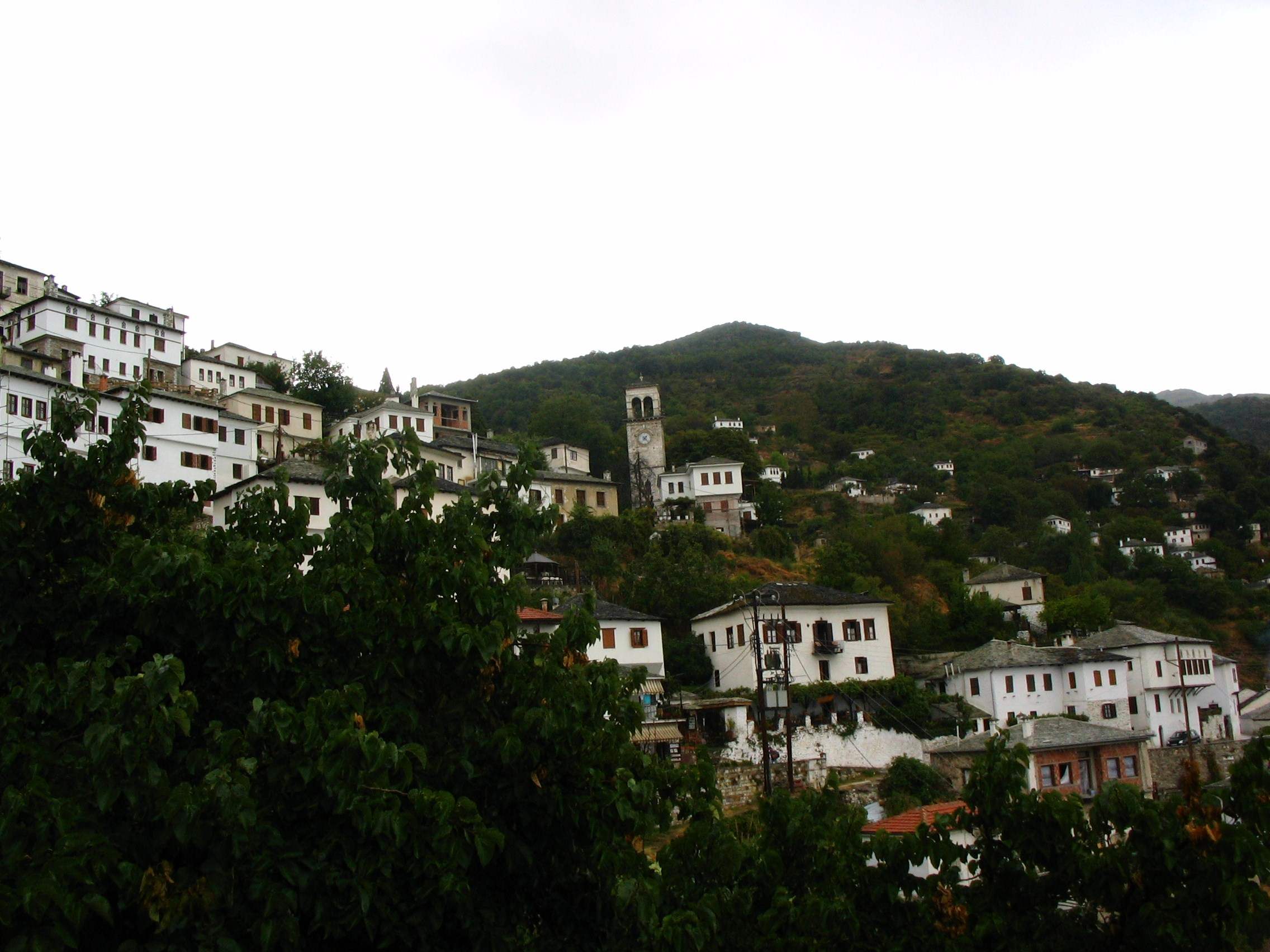
Makrinitsa
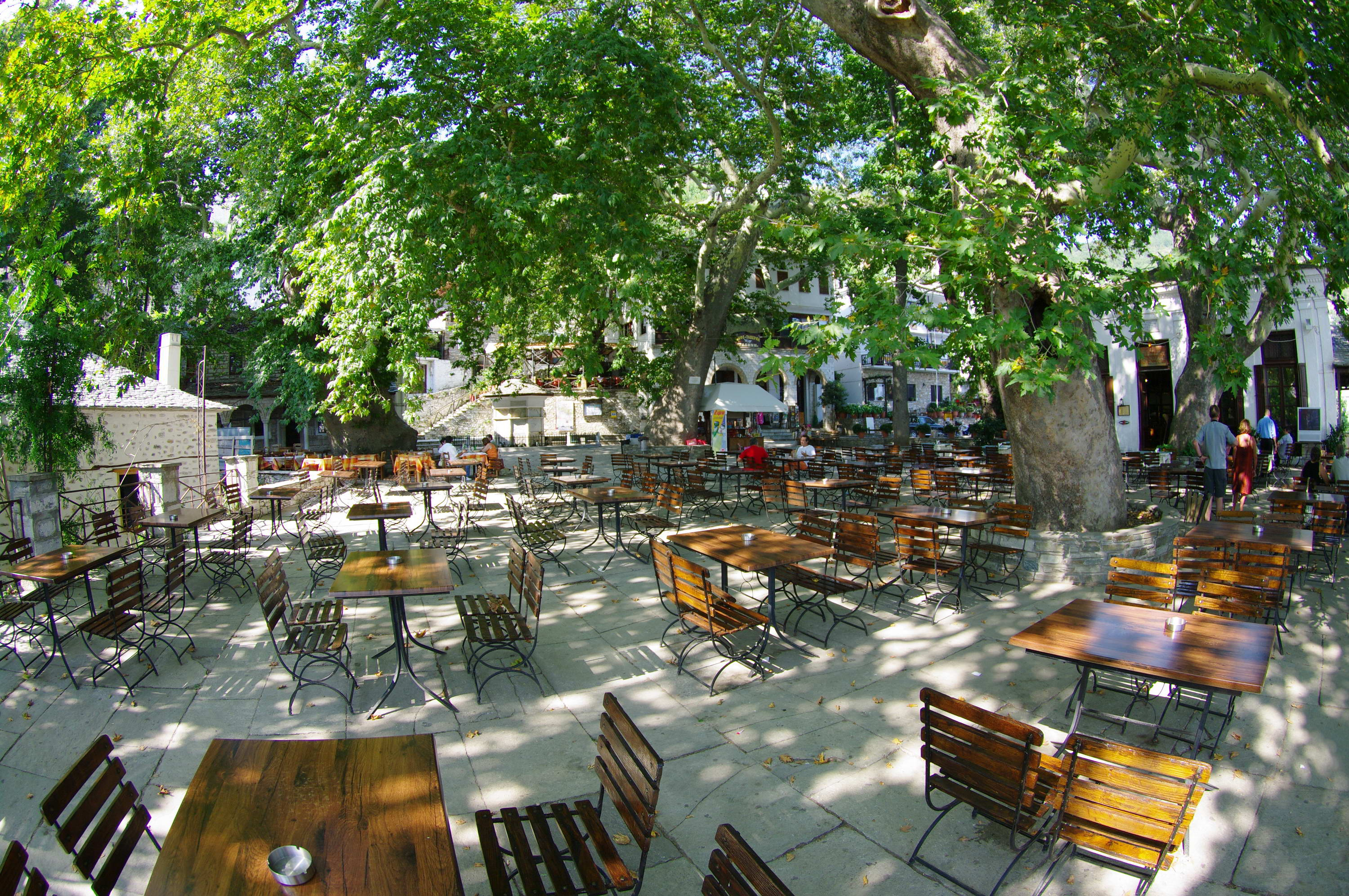
Een terras
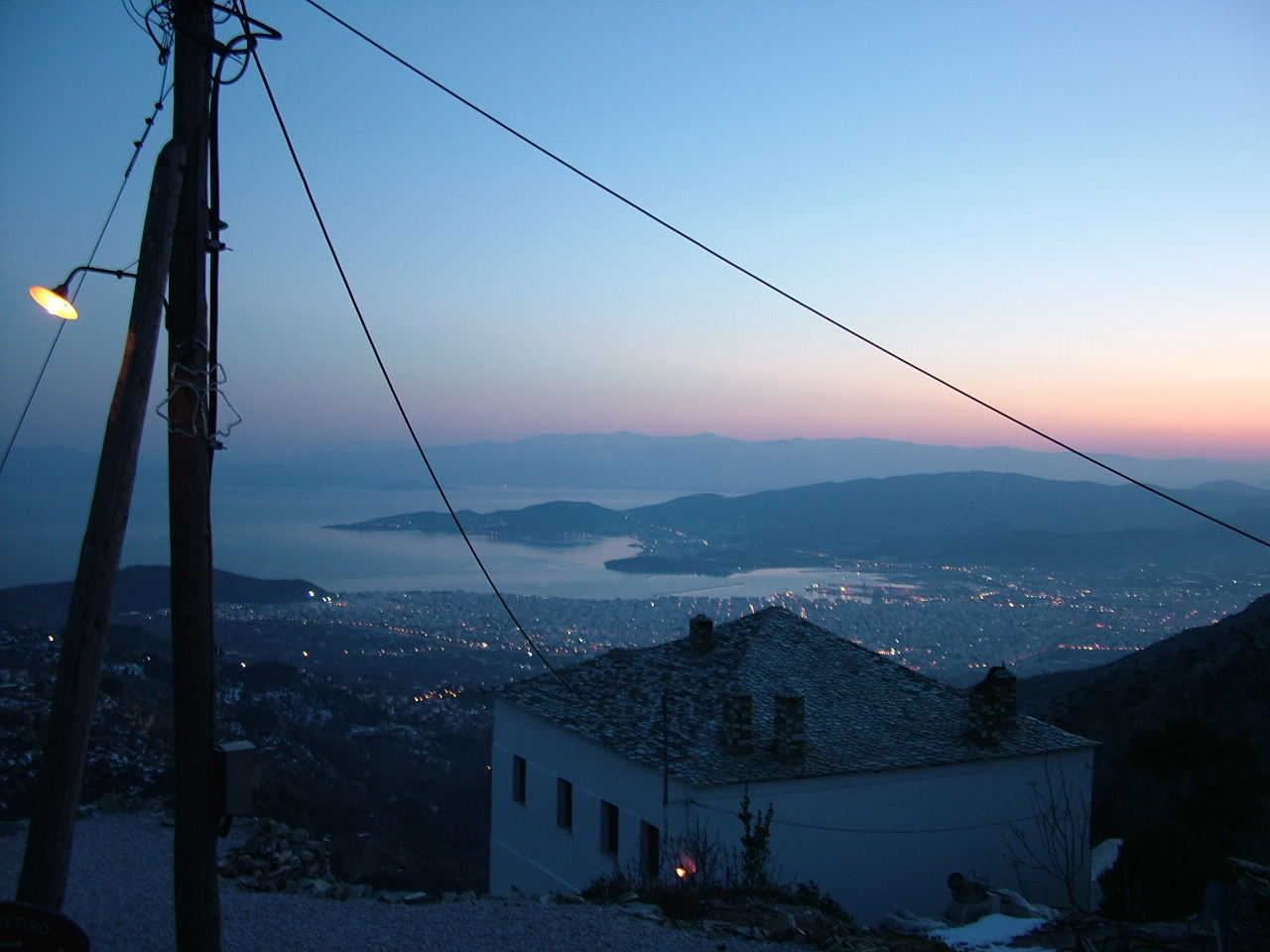
Een weg bij Makrinitsa, bij zonsondergang.